# Podzámčí
Podzámčí je malá vesnice, místní část města Kdyně v okrese Domažlice v Plzeňském kraji. Podzámčí je od Kdyně vzdálené jeden kilometr.

## Historie
Nejstaršími obyvateli vsi byla zřejmě čeleď z hradu Rýzmberka. V roce 1654, kdy je víska jako Riesenberg poprvé zmiňována, zde žili čtyři hospodáři. V roce 1930 měla ves 31 chalup a 151 obyvatel, v roce 2001 zde žilo 49 obyvatel v 30 domech.

## Obyvatelstvo
| Rok            | 1869 | 1880 | 1890 | 1900 | 1910 | 1921 | 1930 | 1950 | 1961 | 1970 | 1980 | 1991 | 2001 | 2011 | 2021 |
| -------------- | ---- | ---- | ---- | ---- | ---- | ---- | ---- | ---- | ---- | ---- | ---- | ---- | ---- | ---- | ---- |
| Počet obyvatel | 194  | 200  | 193  | 185  | 191  | 172  | 151  | 129  | 112  | 92   | 83   | 59   | 49   | 65   | 78   |
| Počet domů     | 25   | 26   | 26   | 26   | 28   | 31   | 31   | 27   | 30   | 29   | 26   | 28   | 30   | 38   | 39   |

## Obecní správa
Při sčítání lidu v letech 1850–1959 Podzámčí bylo osadou obce Kout na Šumavě v okrese Domažlice. V letech 1961–1971 byl částí obce Brnířov v okrese Domažlice. Od 26. listopadu 1971 je částí města Kdyně v okrese Domažlice, kdy se konaly městské volby. Poté se Brnířov opět osamostatnil, ale Podzámčí již zůstalo součástí Kdyně.

## Pamětihodnosti
- Kaplička Nejsvětější Trojice
- Zřícenina hradu Rýzmberk
- Zaniklý hrad Příkopy
- Usedlosti čp. 1, 14, 18 a 29
- Pseudorománská kaple Nejsvětější Trojice vystavěná v roce 1906 je ve vlastnictví obce.[9]

## Galerie

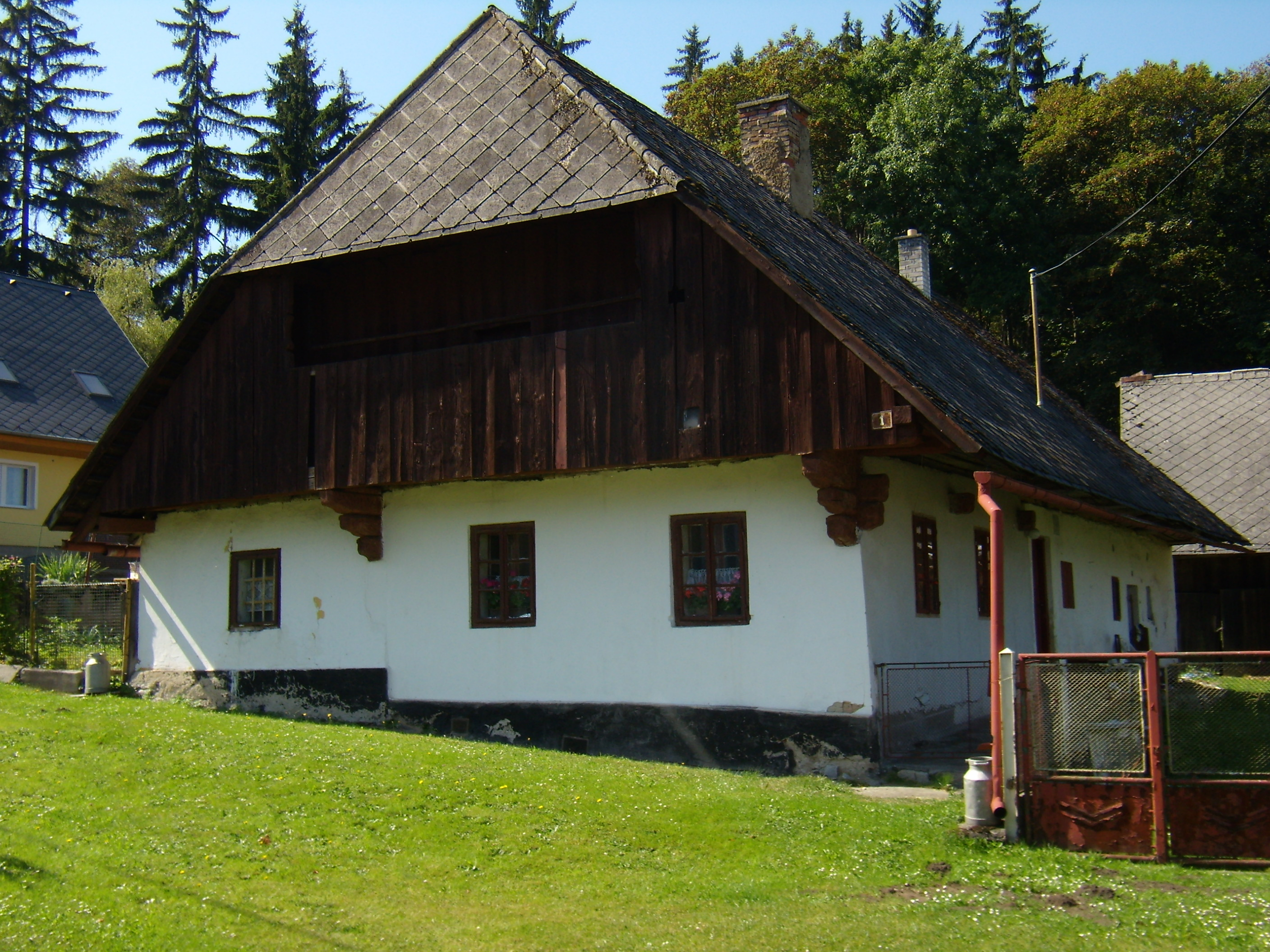
Usedlost
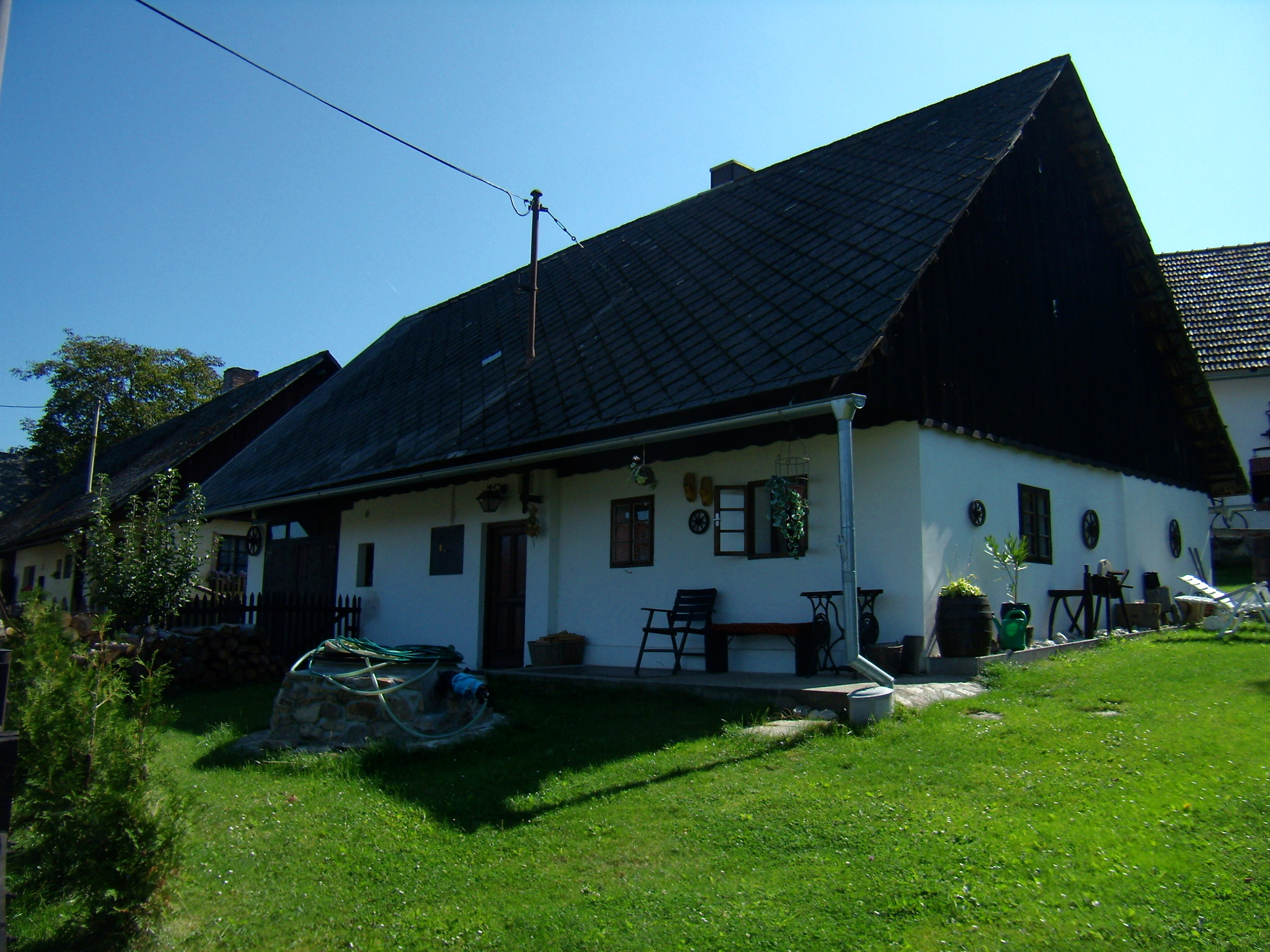
Usedlost
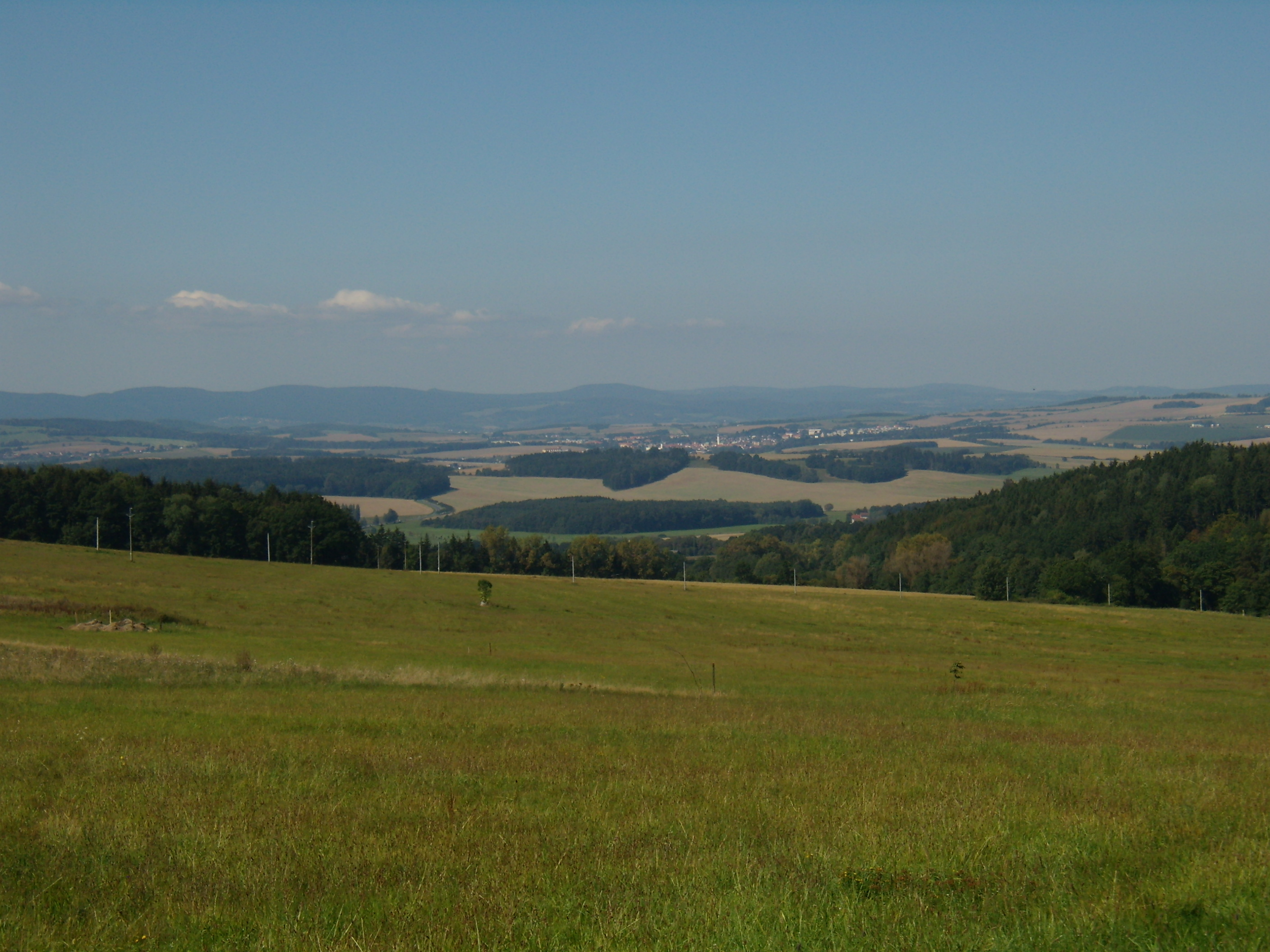
Domažlice a pásmo Haltravy z Podzámčí
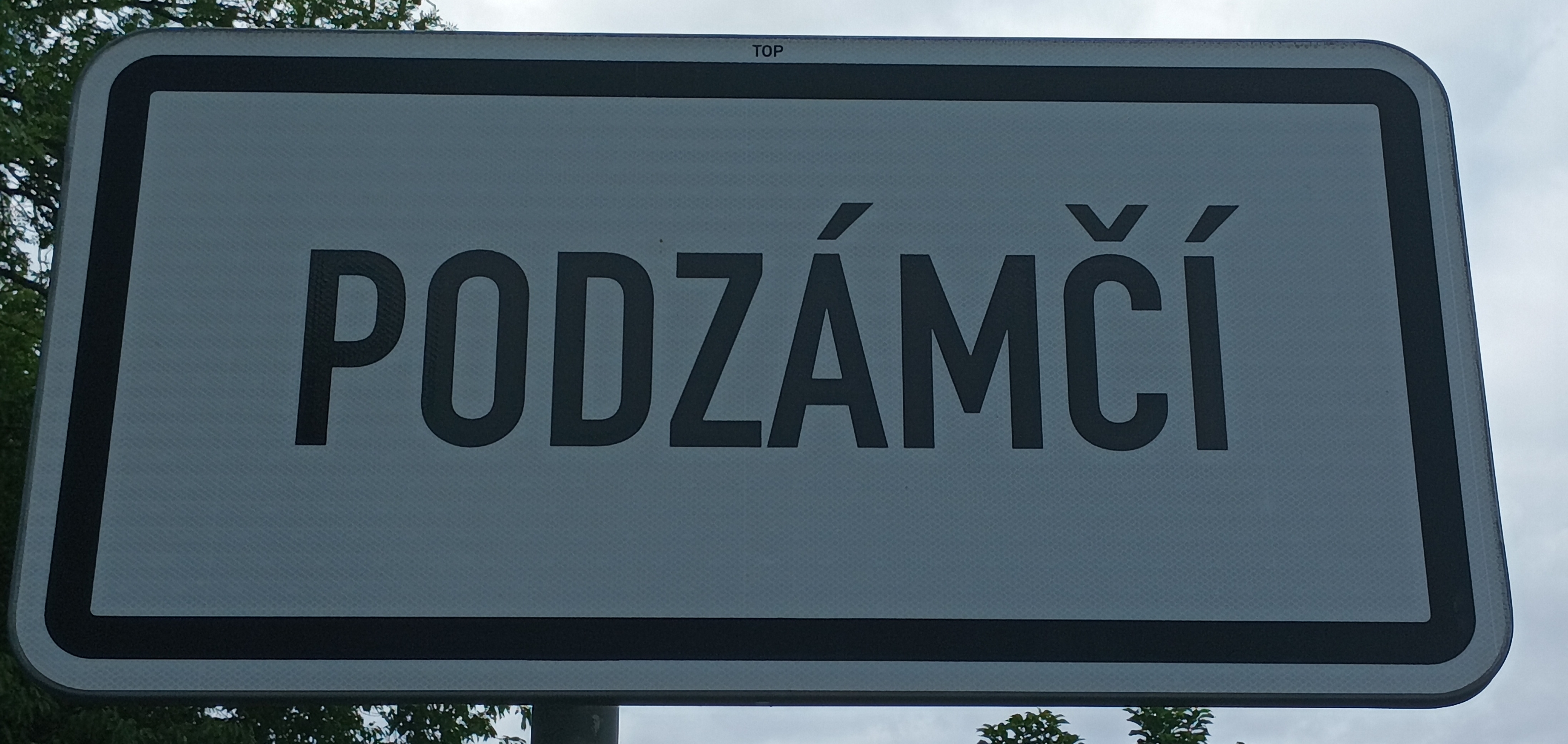
Cedule